# Зграда Андона Андоновића
Зграда Андона Андоновића се налази у Нишу, у општини Медијана, на адреси Обреновићева 41. 

## Историја
Зграда је изграђена 1930. године за Андона Андоновића, нишког трговца који је поседовао модну и галантеријску фирму и био је један од највећих увозника робе из Италије, Француске, Енглеске и Грчке. Саграђена је према пројекту познатог београдског архитекте Милутина Борисављевића (1889-1970) који је такође је пројектовао кућу Предрага Николића (заштићени споменик културе) у Параћину, кућу Флашар (заштићени споменик културе) у Београду и вилу Александра Павловића (заштићени споменик културе) на Златибору. 

## Изглед и архитектура
Зграда је урађена у стилу француског неокласицизма и представља палату. Зграда је двоспратна, окер боје, што је била типична елегантна боја током неколико векова. Састоји се од приземља и два спрата. Пројектована је по моделу западноевропских стамбених зграда, те на први поглед подсећа на палату или пословну зграду. Дуж читаве ширине првог спрата простире се дуг балкон од кованог гвожђа. На другом спрату се налази шест малих балкона. Читава зграда је прекривена рељефним украсом исклесаним у вештачком камену. Венци и прозорски оквири су профилисани, док се пиластри надвишени капителима простиру на цела два спрата. У централном делу зграде налази се приказ у високом рељефу голог човека на постољу, који у једној руци држи торбу, знак богатства, а у другој жезло, знак моћи, који би требало да симболизују богатство власничке пословне куће. С обзиром да на ногама има крилца, закључујемо да је наги млади човек заправо бог Меркур, заштитник трговине. Са дворишне стране налазе се дуги балкони са оградом која је такође од кованог гвожђа, али нема никаквих украса ни на фасади, ни на огради. У приземљу су се налазиле пословне просторије, док је на вишим спратовима стамбени простор.

## Зграда данас
Зграда је у солидном стању са ситним оштећењима фасаде са фронталне стране, али са задње стране објекат је доста слабије одржаван. Примећује се да је кров на одређеним местима кородирао. У приземљу се и даље налазе пословне просторије различитих фирми и у те делове зграде је улаз дозвољен.